# USS Saratoga (CV-3)
USS Saratoga (CV-3) var det andra hangarfartyget i USA:s flotta, det femte fartyget som bar det namnet. Hon togs i tjänst en månad tidigare än hennes systerfartyg Lexington, som var det tredje fartyget i tjänst efter Langley och Saratoga. Då Saratoga var visuellt identisk med Lexington målades hennes skorsten med en stor svart vertikal rand för att hjälpa piloterna att känna igen henne. Detta identitetsmärke gav henne smeknamnet "Stripe-Stacked Sara". Saratoga, Enterprise och Ranger var de enda hangarfartyg i USA:s flotta som byggdes före kriget och överlevde och tjänstgjorde genom hela USA:s deltagande i andra världskriget.
Hon kölsträcktes 25 september 1920 som en del av Lexington-klassens slagkryssare # 3 vid New York Shipbuilding Corporation, i Camden, New Jersey. Byggnationen avbeställdes och ombeställdes som ett hangarfartyg och omklassificerades till CV-3 1 juli 1922 i enlighet med Washingtonkonferensen där man hade bestämt att begränsa den marina rustningen. Hon sjösattes 7 april 1925 och hennes beskyddare var Mrs Curtis D. Wilbur, marinministerns hustru, och togs i tjänst 16 november 1927. Kapten Harry E. Yarnell förde befälet.

## Öde
I juli 1946 användes hon som målfartyg för de båda atombombsprovsprängningarna som ingick i Operation Crossroads. Test Able satte eld på hennes flygdäck, men i övrigt klarade hon sig bra. Tryckvågen från Test Baker skadade fartyget svårt och hon sjönk. Sedan 1990-talet är vraket ett populärt mål för vrakdykare.